# Йоріміцу Тосі
Йоріміцу Тосі (яп. 依光年惠; 30 вересня 1901, Префектура Кочі, Японія — 28 лютого 2016, Префектура Окінава, Японія) — японська супердовгожителька, вік якої було підтверджено Групою геронтологічних досліджень (GRG). На момент своєї смерті вона була третьою найстарішою людиною в Японії і шостою найстарішою повністю верифікованою людиною у світі. Станом на жовтень 2020 року входила у список 100 найстаріших людей у світовій історії. Померла у віці 114 років, 151 день.